# اتحادیه ژئوفیزیک آمریکا
انجمن ژئوفیزیک آمریکا (آ جی یو) (به انگلیسی: American Geophysical Union AGU) یک سازمان غیرانتفاعی از کارشناسان ژئوفیزیک است، که متشکل از بیش از ۶۲٬۰۰۰ عضو از ۱۴۴ کشور جهان است. فعالیت آ جی یو در سازمان و انتشار اطلاعات علمی در زمینهٔ میان‌رشته‌ای و بین‌المللی ژئوفیزیک متمرکز شده‌است. علوم ژئوفیزیک شامل چهار حوزهٔ اساسی: علوم جوی و اقیانوس‌نگاری؛ علوم زمین جامد؛ علوم آب شناسی؛ و علوم فضایی.

## تاریخچهٔ انجمن
انجمن ژئوفیزیک آمریکا در دسامبر سال ۱۹۱۹ توسط شورای ملی پژوهش ایالات متحده آمریکا(NRC) به منظور انجام نمایندگی ایالات متحده در اتحادیه بین‌المللی ژئودزی و ژئوفیزیک (IUGG) تأسیس شد، و اولین رئیس آن ویلیام بووی از ایالات متحده ساحل و جیودیزیکی سازمان (USCGC) بود. برای بیش از ۵۰ سال، این نهاد به عنوان وابستهٔ آکادمی ملی علوم اداره می‌شد. در اوت سال ۱۹۷۲ در واشینگتن، دی.سی. به ثبت رسید و درهای آن برای عضویت در آن به روی دانشمندان و دانش آموزان در سراسر جهان گشوده شد.

## انتشارات انجمن
مجلهٔ هفتگی (Eos) علوم زمین را سازمان انتشاراتی جان وایلی و پسران برای انجمن ژئوفیزیک آمریکا چاپ و منتشر می‌کند. نوزده
داوری همتا و مجله علمی دیگر نیز در فهرست انتشاراتی این نهاد قرار دارند.

## قدردانی‌ها: افتخار و جایزه
آ جی یو چندین جایزه، مدال و فلوشیپ به پژوهندگان ارائه می‌دهد.  دیگر مدال‌ها عبارتند از:
مدال والتر اچ. بوچر (تأسیس ۱۹۶۶)
مدال موریس اوینگ که طور مشترک از سوی انجمن و نیروی دریایی ایالات متحده آمریکا داده می‌شود.
مدال جان آدم فلمینگ (تأسیس ۱۹۶۰)
مدال هری اچ. هس (تأسیس ۱۹۸۴)،
جایزه دیوید پرلمن  (تأسیس ۲۰۰۰)،
جایزه سفیر  (تأسیس ۲۰۱۳)،
مدال رابرت هورتون (تأسیس ۱۹۷۴)،
مدال ینگه لمان (تأسیس ۱۹۹۵)،
جایزه آفریقا (تأسیس ۲۰۱۵)،
مدال ویلیام بووی (تأسیس ۱۹۳۹) 
مدال والدو اسمیت (تأسیس ۱۹۸۲)،
مدال چارلز آ. ویتن (تأسیس ۱۹۸۴)
مدال ویلیام بووی بالاترین نشان افتخار این انجمن است و همنام با اولین دریافت کنندهٔ آن در سال ۱۹۳۹ نامگذاری شده‌است. این مدال در بیشتر سال‌ها برای «سهم برجسته در ژئوفیزیک بنیادی و برای همکاری متواضع در تحقیقات» اهدا می‌شود.